# Enrico Wijngaarde
Enrico Wijngaarde (nascido em 11 de janeiro de 1974) é um árbitro de futebol surinamês que atualmente reside em Paramaribo. Ele tem sido um árbitro internacional completo para FIFA desde 2002.
Ele foi selecionado como um árbitro para o Campeonato Mundial de Futebol Sub-20 de 2007 , no Canadá, onde ele arbitrou duas partidas.